# Schatz von Canoscio
Der Schatz von Canoscio (italienisch Tesoro di Canoscio) ist ein Depotfund der Spätantike, der am 12. Juli 1935 bei Canoscio, einem Ortsteil von Città di Castello in Umbrien zufällig beim Pflügen gefunden wurde. Insgesamt sind 27 Objekte mit einem Gesamtgewicht von 16 kg Silber bekannt. Zunächst konnten nicht alle Stücke sichergestellt werden, so tauchte eine Platte mit Namensinschrift erst 1992 im Antikenhandel auf. Heute ist der Schatz von Canoscio zum größten Teil im Dommuseum (Museo del Duomo) in Città di Castello ausgestellt.
Aufgrund christlicher Bilder und Inschriften auf einigen Stücken ist vor allem in der älteren Forschung vermutet worden, dass die Gefäße für einen Gebrauch in der Eucharistie gedacht waren. Solche christlichen Verzierungen und Beschriftungen kommen in Spätantike und Frühmittelalter aber auch auf Alltagsgegenständen vor, die von Privatpersonen im täglichen Leben benutzt wurden. Dennoch können einige Teile aus kirchlicher Verwendung stammen. Der Schatz wird ins 6. Jahrhundert n. Chr. datiert.

## Fundstücke (Auswahl)
Eine große Platte trägt im Mittelrund ein Gemmenkreuz mit anhängendem Alpha und Omega, das auf einem Hügel über den Paradiesflüssen steht und von zwei Lämmern flankiert wird. Oben erscheint die Hand Gottes aus einer Wolke und eine Taube mit einem Ölzweig.
Eine weitere große Platte trägt in der Mitte eine Verzierung mit einem von einem Kranz umgebenen Kreuz. Am Rand befindet sich eine Umschrift DE DONIS DEI ET SANCTI MARTYRIS AGAPITI VTERE FELIX. Auf welchen Märtyrer sich der Text bezieht, ist nicht eindeutig, in Frage kommen etwa Agapitus von Praeneste oder der Diakon Agapitius, der in Rom während der Christenverfolgung unter Valerian enthauptet wurde. Das "VTERE FELIX" ist sekundär abgeändert, ursprünglich stand dort die persönliche Widmung MAXIMVS FELIX.
Eine weitere Platte ist in der Mitte mit einem Kreuz in einem Kranz verziert, eine nur mit einem Kranz, eine andere trägt keine Verzierungen.
Auf zwei identischen kleinen Schalen ist das von einem Kranz umgebene zentrale Kreuz von einer wiederum durch Kreuze abgeteilten Umschrift umgeben: + AELIANVS + ETFELICITAS. In der älteren Forschung sind die beiden Namen auf Märtyrer bezogen worden, Josef Engemann sieht sie dagegen als Namen des Besitzerehepaares Aelianus und Felicitas.
Zu den Funden gehören weiterhin vier tassenförmige Schalen, davon zwei mit Deckel. Außerdem zehn Löffel vom Typus Cochlear, bei einem davon ist die Laffe mit einem Fisch verziert.
Ein wie eine Ligula mit schlaufenförmigem Griff geformter Sieblöffel hat ein Durchbruchsmuster in Form eines Staurogramms mit anhängendem Alpha und Omega, dieser wurde nach Max Martin im frühchristlichen Kult verwendet.